# Bàn cờ (Shogi)

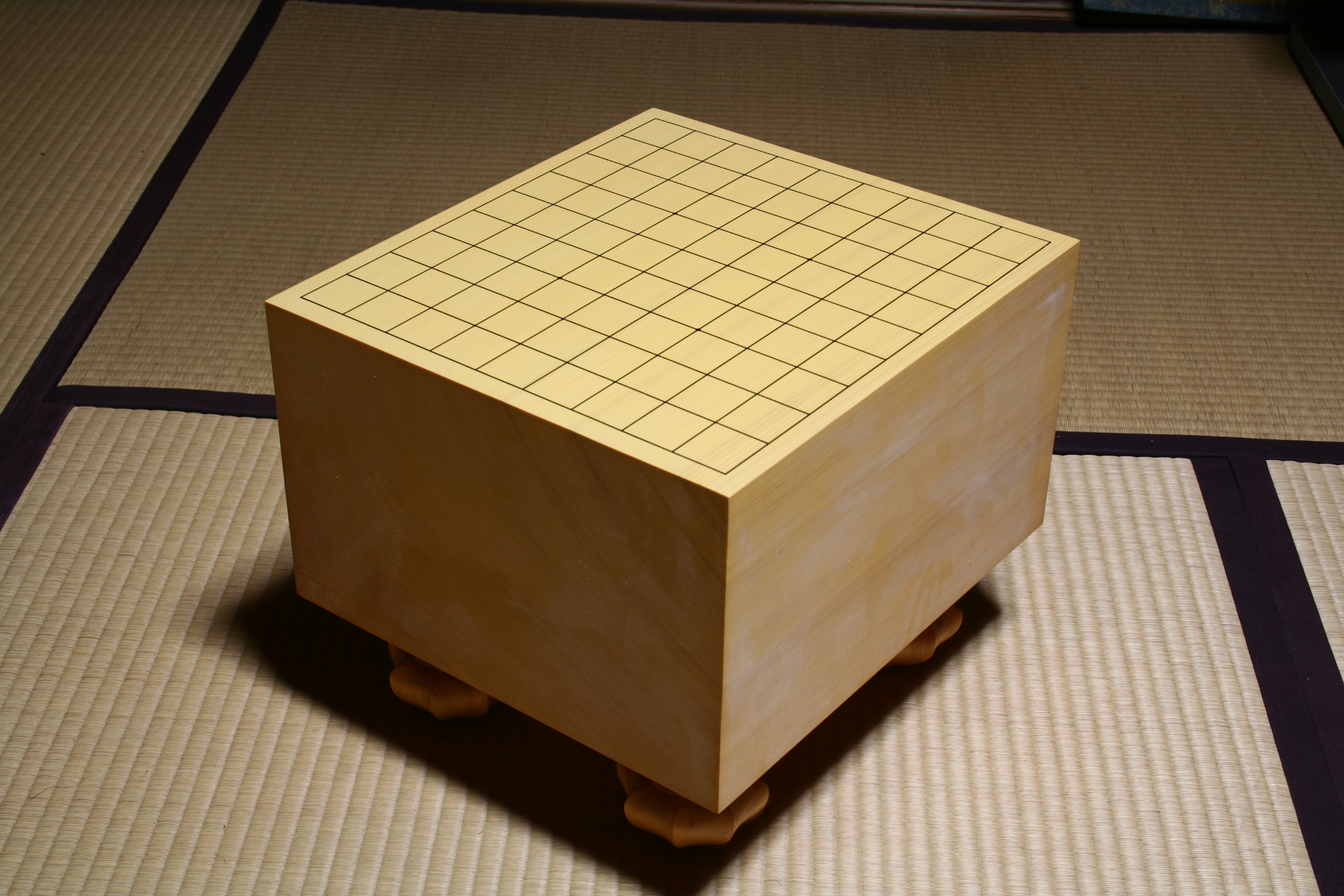
Một bàn cờ Shogi thường sử dụng tại Nhật Bản.

Trong Shōgi, một bàn cờ (tiếng Nhật: 将棋盤 ( (Tướng kì bàn) Shogi-ban)) là một dụng cụ được sử dụng để thực hiện các ván đấu, với mặt trên của bàn cờ là 9 đường thẳng ngang dọc mỗi bên, vuông góc với nhau để tạo ra 81 ô vuông đặt quân cờ. Có rất nhiều loại bàn cờ khác nhau phụ thuộc vào nhiều yếu tố, với giá bán dao động từ vài trăm Yên cho tới vài triệu.

## Thành phần
Giống với bàn cờ vây, loại gỗ được sử dụng để tạo ra bàn cờ Shogi gồm có kaya, vân sam (các loại cây gỗ trong họ Thông), katsura, ginkgo, cypress, và các loại khác. Bàn cờ trong ảnh ở đầu bài viết được làm từ gỗ honkoya, và cũng là loại đắt tiền nhất. Ngoài ra, độ dày của bàn cờ cũng quyết định tới giá trị của bàn cờ, ví dụ như những bàn cờ 7 thốn thường có giá trị lớn hơn những bàn cờ mỏng chỉ 1-2 thốn.
Ngoài gỗ ra, có nhiều loại thành phần cũng được sử dụng để làm bàn cờ như nhựa, cao su, hay kim loại nếu muốn có nam châm, thuận tiện cho việc di chuyển hơn bàn gỗ truyền thống.

## Hình dáng
Trong đa số các ván đấu chính thức, bàn cờ có chân được đặt trực tiếp xuống sàn của phòng thi đấu nếu như các kì thủ thi đấu ngồi (ngồi seiza hoặc không) dưới, tuy nhiên cũng có những bàn cờ mỏng (có thể gập được hoặc không) để đặt trên bàn nếu hai kì thủ thi đấu ngồi ghế.
| 9  | 8  | 7  | 6  | 5  | 4  | 3  | 2  | 1  |    |
| 香 | 桂 | 銀 | 金 | 王 | 金 | 銀 | 桂 | 香 | 一 |
|    | 飛 |    |    |    |    |    | 角 |    | 二 |
| 歩 | 歩 | 歩 | 歩 | 歩 | 歩 | 歩 | 歩 | 歩 | 三 |
|    |    |    |    |    |    |    |    |    | 四 |
|    |    |    |    |    |    |    |    |    | 五 |
|    |    |    |    |    |    |    |    |    | 六 |
| 歩 | 歩 | 歩 | 歩 | 歩 | 歩 | 歩 | 歩 | 歩 | 七 |
|    | 角 |    |    |    |    |    | 飛 |    | 八 |
| 香 | 桂 | 銀 | 金 | 玉 | 金 | 銀 | 桂 | 香 | 九 |

Thông thường khi nhìn các bàn cờ được phát sóng trực tiếp, hướng từ dưới lên trên là của bên Tiên (先手 (tiên thủ)/ せんて sente, "người đi trước") và từ trên xuống dưới là của bên Hậu (後手 (hậu thủ)/ ごて gote, "người đi sau"). Theo đó ta cũng xác định điểm tọa độ 1-1 để chép kì phổ là góc phải trên cùng của người đi trước, sau đó sẽ tịnh tiến dần về bên phải và bên dưới ô ban đầu, với thứ tự là cột trước và hàng sau. Cho tới trước thời kì Chiêu Hòa, toàn bộ các con số trên bàn cờ đều được ghi bằng Hán tự nhưng hiện nay, Liên đoàn Shogi Nhật Bản sử dụng cả các con số để ghi chép ván đấu.

### Với các bàn cờ có chân

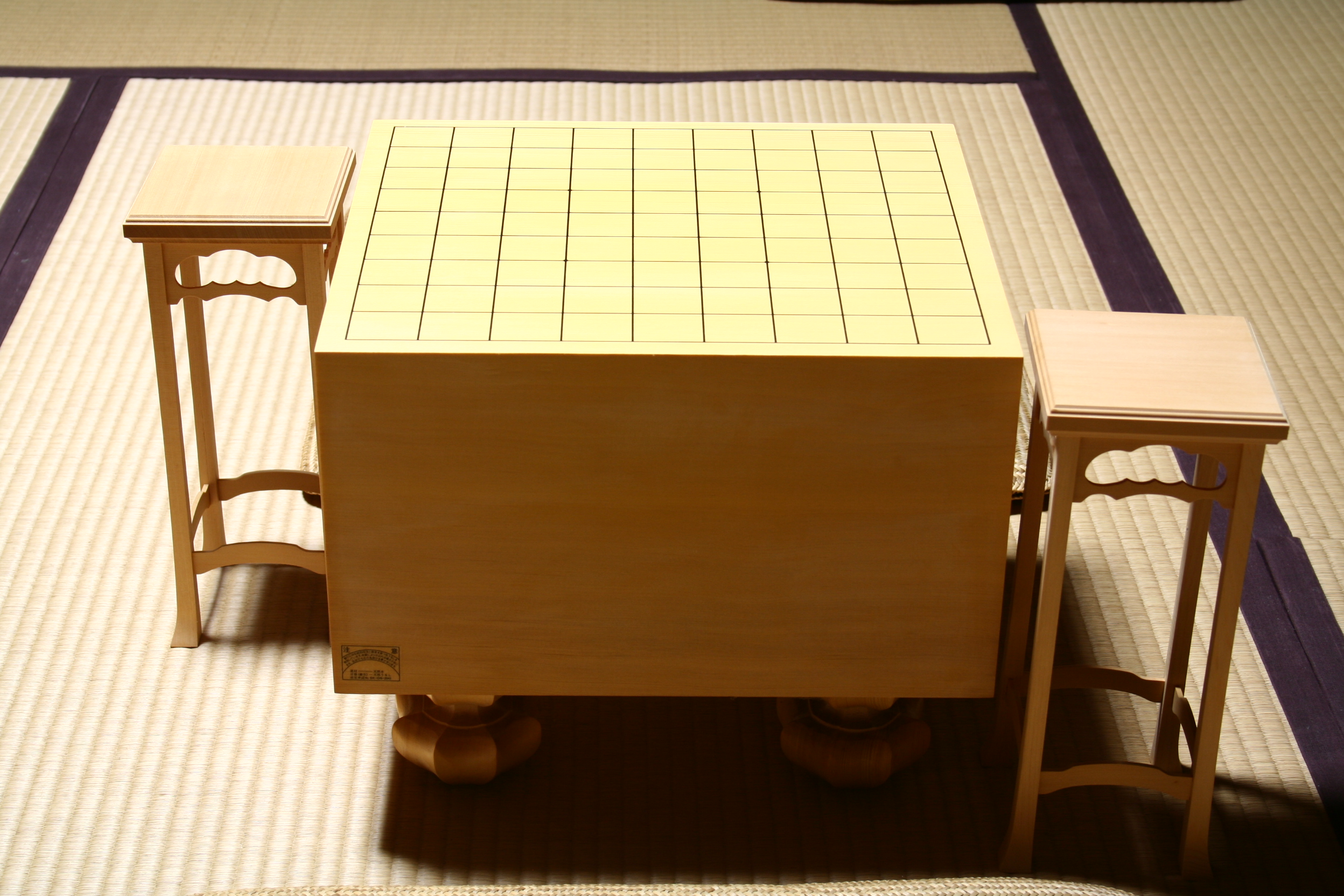
Một bàn cờ có chân cùng với hai cái komadai để đặt các quân cờ đã bắt được của đối phương

Ở trung tâm phía sau của bàn cờ có chân có một hốc nhỏ (có đáy hình chữ nhật và dáng của một kim tự tháp cụt) tên là Otouke (音受け (Âm thụ)) nhưng cũng thường được gọi là lỗ tụ máu (血溜まり (Huyết lưu)) - với lời cảnh báo rằng bất cứ ai xì xào bàn tán bên ngoài ván đấu khi đang diễn ra sẽ bị chặt đầu vào đặt thủ cấp của người đó tại huyệt này. Tuy nhiên, mục đích chính của huyệt này là để bảo quản bàn cờ, tránh cho nó bị nứt hay hư hỏng trong quá trình gia công và tránh mốc trong thời gian lưu trữ, bảo quản.
Đa số các chân của loại bàn cờ này đều có hình bát giác, hơi tròn và có hình dạng giống quả dành dành. Hình dạng quả này cũng liên quan tới từ Kuchinashi (口無し (Vô khẩu) không có miệng) để nhắc nhở những người ngoài cuộc không tác động xấu tới quá trình diễn ra ván đấu. Thật ra, quả dành dành chỉ có 7 cạnh, nhưng chân bàn có 8 cạnh - do số tám là một con số may mắn trong truyền thống Nhật Bản. Nếu được làm thủ công, chính một chân thừa này sẽ được viết lên tên của người đã tạo ra nó.
Ở mặt trên của bàn cờ, các đường kẻ được kẻ ra để tạo ra các ô vuông đặt quân cờ. Với các bàn cờ cao cấp mà thường được sử dụng trong các trận đấu tranh danh hiệu, có một kĩ thuật được gọi là Tachizuri (太刀盛り (Thái đao thành)) - kĩ thuật này sử dụng lưỡi của thanh Katana để vạch ra các đường thẳng.
Kích thước của bàn cờ thường là một thước một thốn (khoảng 33 centimeter) rộng và 1 thước hai thốn (khoảng 36 cm) dài. Về chiều dài (chưa tính các chân bàn) khoảng 2 đến 9 thốn. Trong các trận tranh danh hiệu, độ dày này thường là 6-7 thốn (khoảng hai mươi cm)

### Với các bàn cờ mỏng

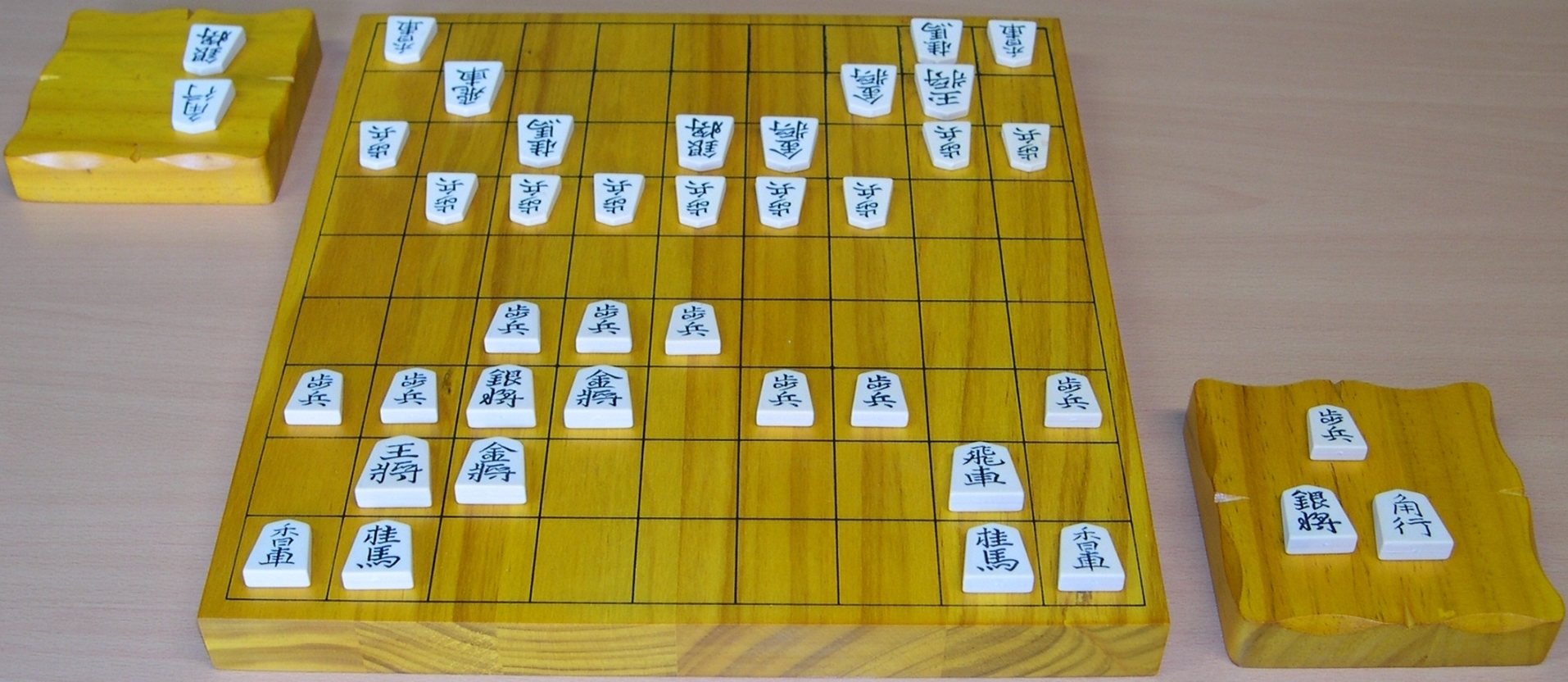
Một bàn cờ mỏng được đặt trên bàn, cùng với hai cái komadai vuông nhỏ, dẹt bên cạnh, tất cả đều được làm từ gỗ ép.

Các bàn cờ mỏng thường được sử dụng khi đặt lên trên bàn hoặc các mặt phẳng khác đã có độ cao tương đối, có thể được gấp lại hoặc không và có thể được cuốn lại nếu được làm từ cao su hay da, giả da nhằm thuận tiện hơn cho việc mang theo và di chuyển.